# Світлий (Березовський район)
Сві́тлий (рос. Светлый) — селище у складі Березовського району Ханти-Мансійського автономного округу Тюменської області, Росія. Адміністративний центр та єдиний населений пункт Світлівського сільського поселення.
Населення — 1267 осіб (2017, 1453 у 2010, 1566 у 2002).
Національний склад станом на 2002 рік: росіяни — 75 %.